# Charles d'Andigné de La Chasse
Pour les autres membres de la famille, voir Famille d'Andigné.
Charles d'Andigné de la Chasse est un homme politique français né le 6 janvier 1791 à Paris et décédé le 20 janvier 1879 à Paris 7e.

## Biographie
Officier de cavalerie, il démissionne en 1830 et se consacre à la gestion de ses domaines. Conseiller général, il est député d'Ille-et-Vilaine de 1839 à 1851, siégeant à droite, avec les monarchistes légitimistes. 